# Saison 2017 de l'équipe cycliste Katusha-Alpecin
La saison 2017 de l'équipe cycliste Katusha-Alpecin est la neuvième de cette équipe.

## Préparation de la saison 2017

### Sponsors et financement de l'équipe
Appelée Katusha depuis sa création, l'équipe change de nom et de nationalité en 2016 avec l'arrivée d'un deuxième sponsor, la marque de shampooing allemande Alpecin. Le budget de l'équipe s'élève à environ 32 millions d'euros

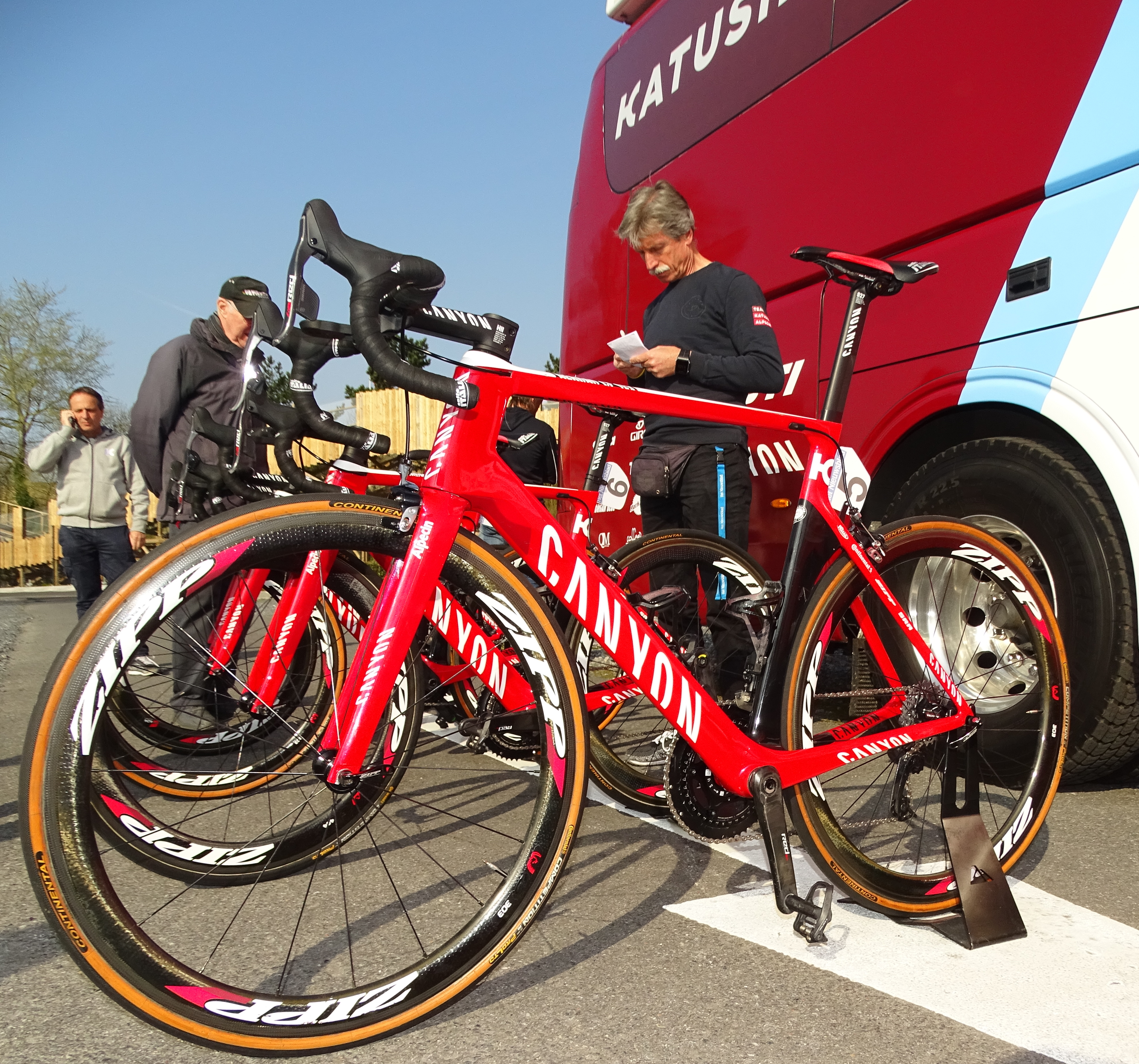
Vélos de l'équipe lors des Trois Jours de La Panne.
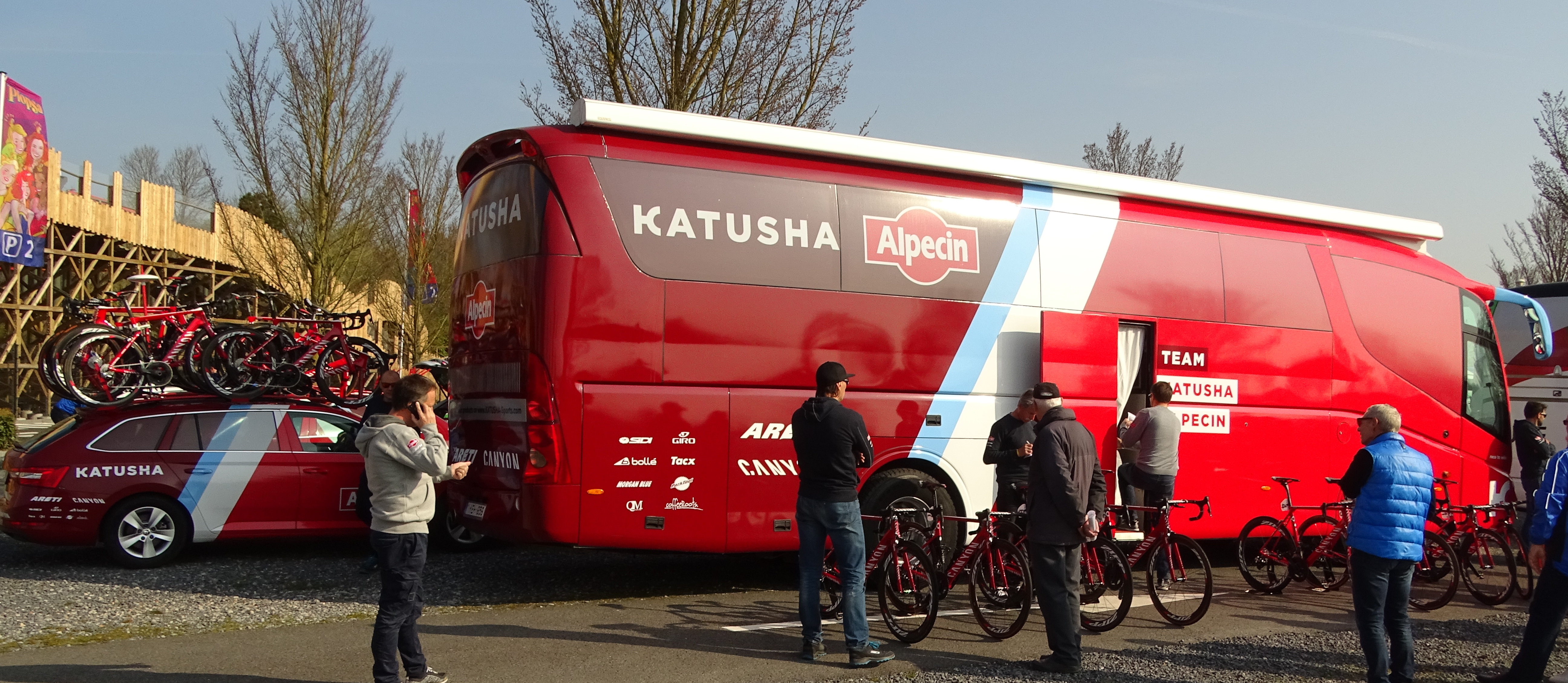
Bus de l'équipe lors des Trois Jours de La Panne.

### Arrivées et départs
| Arrivées            | Équipe 2016                      |
| ------------------- | -------------------------------- |
| Jenthe Biermans     | SEG Racing Academy               |
| José Gonçalves      | Caja Rural-Seguros RGA           |
| Reto Hollenstein    | IAM                              |
| Robert Kišerlovski  | Tinkoff                          |
| Maurits Lammertink  | Roompot-Oranje Peloton           |
| Tony Martin         | Etixx-Quick Step                 |
| Marco Mathis        | Rad-net Rose                     |
| Baptiste Planckaert | Wallonie Bruxelles-Group Protect |
| Mads Würtz Schmidt  | Virtu Pro-Veloconcept            |
| Rick Zabel          | BMC Racing                       |

| Départs               | Équipe 2017     |
| --------------------- | --------------- |
| Sergey Chernetskiy    | Astana          |
| Jacopo Guarnieri      | FDJ             |
| Vladimir Isaychev     |                 |
| Dmitry Kozontchuk     | Gazprom-RusVelo |
| Sergueï Lagoutine     | Gazprom-RusVelo |
| Alexander Porsev      | Gazprom-RusVelo |
| Joaquim Rodríguez     | retraite        |
| Egor Silin            |                 |
| Alexey Tsatevitch     | Gazprom-RusVelo |
| Jurgen Van den Broeck | Lotto NL-Jumbo  |
| Eduard Vorganov       | Minsk CC        |
| Anton Vorobyev        | Gazprom-RusVelo |

## Déroulement de la saison
L'équipe Katusha-Alpecin commence sa saison en janvier, en Australie, avec le Tour Down Under, première épreuve UCI World Tour de l'année. Tiago Machado, troisième de cette course en 2012, y est le leader. Il est accompagné d'Angel Vicioso, José Gonçalves, Maurits Lammertink, Baptiste Planckaert, Sven Erik Bystrøm et Jhonatan Restrepo. Ce dernier termine dixième et meilleur jeune du classement général. Une semaine plus tard, il est dans le groupe de 23 coureurs qui se dispute la victoire lors de la Cadel Evans Great Ocean Road Race, intégrée au World Tour cette saison, et prend la quatrième place. Sven Erik Bystrøm est treizième.
Katusha-Alpecin obtient ses deux premières victoires le 2 février. Alexander Kristoff s'impose au sprint lors de la deuxième étape de l'Étoile de Bessèges, et prend la tête du classement général. Il cède celle-ci le lendemain à Lilian Calmejane. Son coéquipier Mads Würtz Schmidt, deuxième de cette troisième étape, termine troisième et meilleur jeune du classement général. Deux fois deuxième d'étapes, Kristoff remporte le classement par points. Tony Martin s'impose en solitaire lors de la deuxième étape du Tour de la Communauté valencienne, après une attaque à six kilomètres de l'arrivée. Ilnur Zakarin, leader de l'équipe sur cette course, est douzième de l'étape-reine et vingt-deuxième du classement général.
A l'occasion du Tour de Murcie, l'équipe emmène une sélection solide avec Robert Kišerlovski, Simon Špilak et Maxim Belkov qui sont accompagnés du capitaine de route Ángel Vicioso et des jeunes Jhonatan Restrepo, Marco Mathis et Baptiste Planckaert.

## Coureurs et encadrement technique

### Effectif
| Cycliste               | Date de naissance | Nationalité | Équipe 2016                      |  |
| ---------------------- | ----------------- | ----------- | -------------------------------- |  |
| Maxim Belkov           | 9 janvier 1985    | Russie      | Katusha                          |  |
| Jenthe Biermans        | 30 octobre 1995   | Belgique    | SEG Racing Academy               |  |
| Sven Erik Bystrøm      | 21 janvier 1992   | Norvège     | Katusha                          |  |
| José Gonçalves         | 13 février 1989   | Portugal    | Caja Rural-Seguros RGA           |  |
| Marco Haller           | 1er avril 1991    | Autriche    | Katusha                          |  |
| Reto Hollenstein       | 22 août 1985      | Suisse      | IAM                              |  |
| Robert Kišerlovski     | 9 août 1986       | Croatie     | Tinkoff                          |  |
| Pavel Kochetkov        | 7 mars 1986       | Russie      | Katusha                          |  |
| Viatcheslav Kouznetsov | 24 juin 1989      | Russie      | Katusha                          |  |
| Alexander Kristoff     | 5 juillet 1987    | Norvège     | Katusha                          |  |
| Maurits Lammertink     | 31 août 1990      | Pays-Bas    | Roompot-Oranje Peloton           |  |
| Alberto Losada         | 28 février 1982   | Espagne     | Katusha                          |  |
| Tiago Machado          | 18 octobre 1985   | Portugal    | Katusha                          |  |
| Matvey Mamykin         | 31 octobre 1994   | Russie      | Katusha                          |  |
| Tony Martin            | 23 avril 1985     | Allemagne   | Etixx-Quick Step                 |  |
| Marco Mathis           | 7 avril 1994      | Allemagne   | Rad-net Rose                     |  |
| Michael Mørkøv         | 30 avril 1985     | Danemark    | Katusha                          |  |
| Baptiste Planckaert    | 28 septembre 1988 | Belgique    | Wallonie Bruxelles-Group Protect |  |
| Nils Politt            | 6 mars 1994       | Allemagne   | Katusha                          |  |
| Jhonatan Restrepo      | 28 novembre 1994  | Colombie    | Katusha                          |  |
| Mads Würtz Schmidt     | 31 mars 1994      | Danemark    | Virtu Pro-Veloconcept            |  |
| Simon Špilak           | 23 juin 1986      | Slovénie    | Katusha                          |  |
| Rein Taaramäe          | 24 avril 1987     | Estonie     | Katusha                          |  |
| Ángel Vicioso          | 13 avril 1977     | Espagne     | Katusha                          |  |
| Rick Zabel             | 8 décembre 1993   | Allemagne   | BMC Racing                       |  |
| Ilnur Zakarin          | 15 septembre 1989 | Russie      | Katusha                          |  |
| Stagiaire              | Date de naissance | Nationalité | Équipe 2017                      |  |
| Piotr Havik            | 7 juillet 1994    | Pays-Bas    | WV Westland Wil Vooruit          |  |

### Encadrement
José Azevedo est le nouveau manager général de l'équipe. Il remplace Viatcheslav Ekimov, qui a exercé cette fonction de 2010 à 2016 et brigue la présidence de la fédération russe de cyclisme.

## Bilan de la saison

### Victoires
| Victoires | Victoires                                                                  | Victoires   | Victoires | Victoires          | Victoires |
| Date      | Course                                                                     | Pays        | Classe    | Vainqueur          |           |
| --------- | -------------------------------------------------------------------------- | ----------- | --------- | ------------------ | --------- |
| 2 fév.    | 2e étape de l'Étoile de Bessèges                                           | France      | 2.1       | Alexander Kristoff |           |
| 2 fév.    | 2e étape du Tour de la Communauté valencienne                              | Espagne     | 2.1       | Tony Martin        |           |
| 14 fév.   | 1re étape du Tour d'Oman                                                   | Oman        | 2.HC      | Alexander Kristoff |           |
| 17 fév.   | 4e étape du Tour d'Oman                                                    | Oman        | 2.HC      | Alexander Kristoff |           |
| 19 fév.   | 6e étape du Tour d'Oman                                                    | Oman        | 2.HC      | Alexander Kristoff |           |
| 29 mars   | 2e étape des Trois Jours de La Panne                                       | Belgique    | 2.HC      | Alexander Kristoff |           |
| 1 mai     | Eschborn-Francfort                                                         | Allemagne   | 1.UWT     | Alexander Kristoff |           |
| 27 mai    | 4e étape du Tour de Belgique                                               | Belgique    | 2.HC      | Maurits Lammertink |           |
| 16 juin   | 6e étape du Tour de Suisse                                                 | Suisse      | 2.UWT     | Simon Špilak       |           |
| 17 juin   | 3e étape, Ster ZLM Toer                                                    | Belgique    | 2.1       | José Gonçalves     |           |
| 18 juin   | Classement général, Tour de Suisse                                         | Suisse      | 2.UWT     | Simon Špilak       |           |
| 18 juin   | Classement général, Ster ZLM Toer                                          | Pays-Bas    | 2.1       | José Gonçalves     |           |
| 23 juin   | Championnat d'Allemagne du contre-la-montre                                | Allemagne   | CN        | Tony Martin        |           |
| 23 juin   | Contre-la-montre masculin aux championnats de Russie de cyclisme sur route | Russie      | CN        | Ilnur Zakarin      |           |
| 30 juill. | RideLondon-Surrey Classic                                                  | Royaume-Uni | 1.UWT     | Alexander Kristoff |           |
| 11 août   | 2e étape de la Arctic Race of Norway                                       | Norvège     | 2.HC      | Alexander Kristoff |           |

### Résultats sur les courses majeures
Les tableaux suivants représentent les résultats de l'équipe dans les principales courses du calendrier international (les cinq classiques majeures et les trois grands tours). Pour chaque épreuve est indiqué le meilleur coureur de l'équipe, son classement ainsi que les accessits glanés par Katusha-Alpecin sur les courses de trois semaines.

#### Classiques
| Classique            | Milan-San Remo          | Tour des Flandres       | Paris-Roubaix     | Liège-Bastogne-Liège  | Tour de Lombardie   |
| -------------------- | ----------------------- | ----------------------- | ----------------- | --------------------- | ------------------- |
| Coureur (classement) | Alexander Kristoff (4e) | Alexander Kristoff (5e) | Nils Politt (27e) | Pavel Kochetkov (46e) | Rein Taaramäe (70e) |

#### Grands tours
| Grand tour           | Tour d'Italie      | Tour de France           | Tour d'Espagne     |
| -------------------- | ------------------ | ------------------------ | ------------------ |
| Coureur (classement) | Ilnur Zakarin (5e) | Robert Kišerlovski (31e) | Ilnur Zakarin (3e) |
| Accessits            | -                  | -                        |                    |

### Classement UCI
Katusha Alpecin termine à la 11e place du classement par équipes du World Tour avec 5619 points. Ce total est obtenu par l'addition des points de ses coureurs au classement individuel. Le coureur de l'équipe le mieux classé est Alexander Kristoff, 14e avec 1806 points.
| Rang | Coureur                | Points |
| ---- | ---------------------- | ------ |
| 14   | Alexander Kristoff     | 1806   |
| 15   | Ilnur Zakarin          | 1686   |
| 55   | Simon Špilak           | 748    |
| 104  | Rick Zabel             | 326    |
| 115  | Jhonatan Restrepo      | 272    |
| 186  | José Gonçalves         | 98     |
| 190  | Maurits Lammertink     | 96     |
| 210  | Tony Martin            | 80     |
| 217  | Nils Politt            | 75     |
| 232  | Rein Taaramäe          | 65     |
| 240  | Pavel Kochetkov        | 61     |
| 246  | Robert Kišerlovski     | 58     |
| 256  | Baptiste Planckaert    | 52     |
| 290  | Reto Hollenstein       | 36     |
| 292  | Sven Erik Bystrøm      | 35     |
| 305  | Matvey Mamykin         | 30     |
| 314  | Tiago Machado          | 26     |
| 325  | Viatcheslav Kouznetsov | 24     |
| 347  | Alberto Losada         | 20     |
| 382  | Mads Würtz Schmidt     | 10     |
| 394  | Ángel Vicioso          | 7      |
| 395  | Jenthe Biermans        | 6      |
| 424  | Michael Morkov         | 2      |